# 도로시 월터스

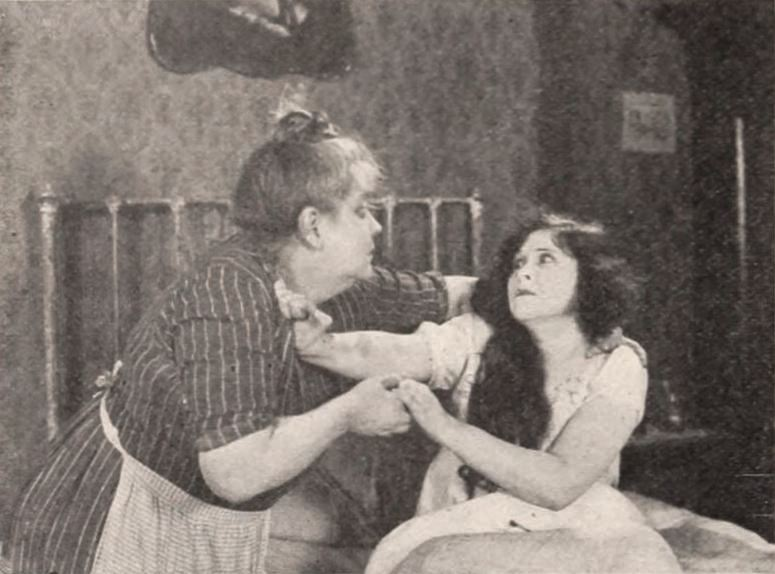

도로시 월터스(Dorothy Walters, 1877년 1월 1일 ~ 1934년 4월 17일)는 미국의 배우, 영화배우이다.
뉴욕에서 태어났다.

## 영화
- 더 라이트 인 더 다크 (1922년)